# Jind (Staat)

Postkarte von Britisch-Indien mit Aufdruck „Jhind“ (1888)

Jind (oder Jhind, Hindi जींद Jīnd) war ein Fürstenstaat in der Region Punjab von Britisch-Indien. Das Fürstentum wurde 1763 von dem Sikh Gajpat Singh als Vasallenstaat des Mogulreiches gegründet. Bagh Singh (1789–1810) kämpfte auf Seiten der Briten gegen die Marathen und den Sikh-Maharadscha Ranjit Singh. 1809–1947 war Jind britisches Protektorat. Raja Raghubir Singh (1864–87) wurde 1881 zum Raja-i-Rajgan, Ranbir Singh (1887–1948) 1911 zum Maharadscha erhoben.
Jind bestand aus drei geographisch getrennten Distrikten (Sangrur, Jind, Dadri) und hatte 1941 eine Fläche von 3364 km² und 372.000 Einwohner. Der Maharadscha schloss sich am 15. Juli 1948 der Patiala and East Punjab States Union (PEPSU) an und vollzog am 20. August 1948 den Anschluss an Indien. Am 1. November 1956 wurden alle Fürstenstaaten aufgelöst und PEPSU Teil des Bundesstaates Punjab. Der südöstliche Teil mit Jind kam 1966 zum Bundesstaat Haryana.
Jind hatte ab 1874 eine Staatspost mit eigenen Briefmarken und schloss 1885 eine Konvention mit der britisch-indischen Post. Von da an bis 1950 wurden britisch-indische Briefmarken mit Aufdruck des Landesnamens und -wappens verwendet.